# Cão da Serra da Estrela
Cão da Serra da Estrela  é uma raça de cães de grande porte natural de Portugal, da região montanhosa com o mesmo nome. É uma raça de cães guardiões de gado. Possui todas as qualidades requeridas nesta região agreste, é inteligente, leal e valente. Estima-se que seja uma das raças caninas mais antigas da Península Ibérica.

## História

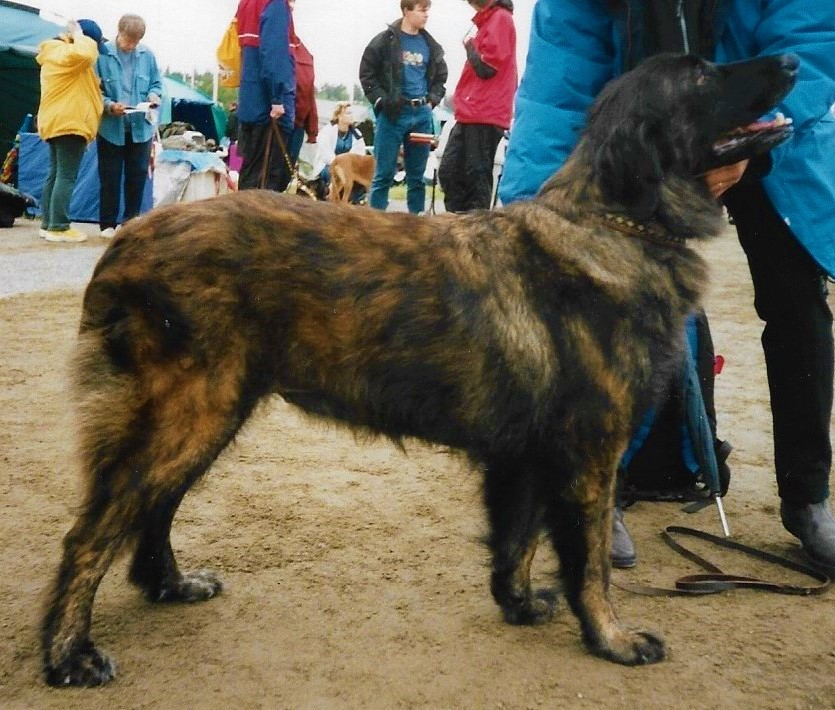
Cão da Serra da Estrela, tigrado

Há quem defenda a teoria de que no tempo dos Visigodos foram sendo lentamente introduzidos, em várias partes da Europa, cães de grande porte, vindos do planalto asiático. O cão de protecção de gado era utilizado fundamentalmente em zonas montanhosas e acompanhava os pastores e rebanhos nas suas migrações anuais (onde se inclui a transumância), para os defender dos lobos e dos assaltantes. Em consequência, esta espécie desenvolveu algumas caraterísticas específicas de adaptação quer às condições meteorológicas e orográficas da área, quer ao tipo de maneio do gado, ao modo de vida das comunidades humanas e, desde logo, ao gosto maioritário dos pastores (elementos fulcrais do secular processo de seleção) de cada  zona também por detalhes estéticos mas sobretudo pela aptidão para cumprir a função de proteção.
A Serra da Estrela, pelo seu isolamento e dificuldade de acesso, tornou-se o solar desta raça canina.

## Aparência
O seu pêlo áspero ajuda-o a sobreviver ao Inverno rigoroso da elevada altitude e antes a sua força permitia-lhe defender os rebanhos dos lobos.

## Temperamento
Cada Raça tem o seu carácter especifico desenvolvido ao longo da sua existência. O cão de pastor permanecia sempre com as ovelhas, enquanto o pastor se afastava para ir à aldeia. Assim o cão desenvolveu um carácter independente e se formou o seu carácter de excelente cão de guarda.
Este carácter um pouco independente faz com que esta raça se adapte muito bem aos tempos modernos, nos quais muitos cães devem esperar que os donos regressem do trabalho no fim do dia.
O Cão da Serra da Estrela consegue esperar pacientemente, guardando a casa e o jardim, até que o dono volte a casa no fim do dia.

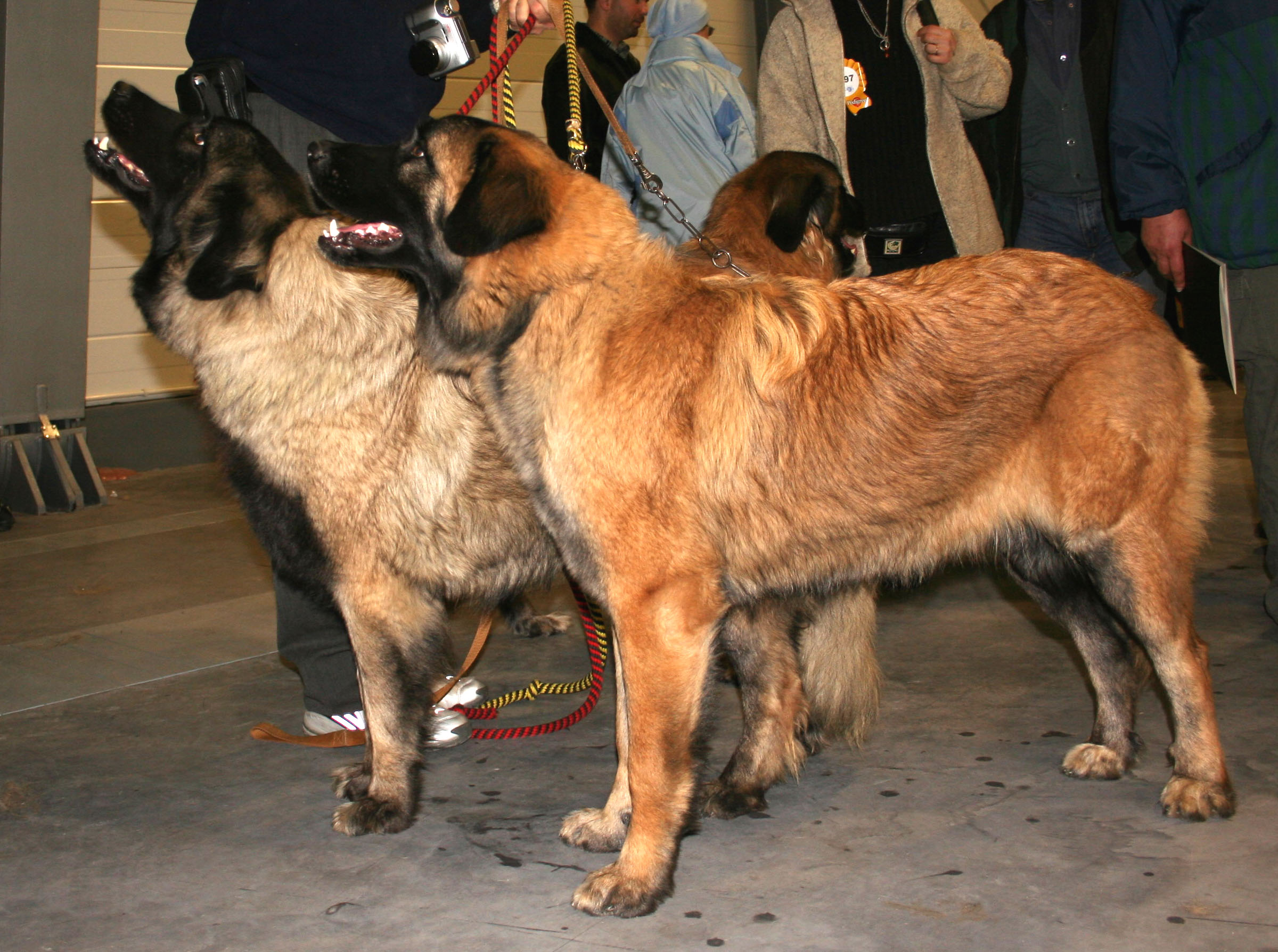
Trio de Cães da Serra da Estrela

Mas uma coisa é certa: o comportamento do cão fica a dever-se sobretudo à educação que recebeu do seu dono e ao convívio com o mesmo.
A beleza deste cão, a sua inteligência e a robustez, são características que lhe permitem ser mais do que um excelente guarda: ele é também um bom cão de família e muito tolerante com as crianças.

## Saúde

### Cuidados
Esta raça é muito robusta. A displasia coxo-femural e do cotovelo, comum nesta raça, é uma doença parcialmente hereditária, não congénita. O cão não nasce com displasia, mas factores ambientais, como piso escorregadio, factores alimentares, como a falta ou o excesso de exercício, unidos a uma importante componente genética podem originar um desequilíbrio no desenvolvimento esquelético da anca. Os cães de grande porte têm um crescimento rápido e necessitam de uma alimentação equilibrada, mas deve evitar-se a obesidade, a todo o custo. Convém mesmo controlar o peso regularmente, se necessário no veterinário.
O pêlo deve ser escovado de vez em quando para realçar a beleza do cão. A escovagem regular até reforça os laços entre o dono e o cão.
O Cão da Serra da Estrela necessita de um espaço suficiente para se movimentar à vontade e o dono deve ter algum tempo disponível para dedicar ao animal.